# 青森県立つくしが丘病院
青森県立つくしが丘病院（あおもりけんりつつくしがおかびょういん、英語: Aomori Prefectural Tsukushigaoka Hospital）は、青森県青森市にある医療機関である。

## 概要
青森県による精神科入院治療は青森県立中央病院精神科などの総合病院の精神科で行われていたが精神科急性期医療のニーズが高まるとともに「青森県立精神病院」の建設が検討された。1976年（昭和51年）に名称を青森県立つくしが丘病院に改称し開院。これにより県立中央病院の入院患者は全て移送され同病院のメンタルヘルス科は外来診療のみとなった。

## 診療科
- 精神科
- 歯科（入院患者のみ）

## 沿革
- 1968年（昭和43年） - 青森県立精神病院建設準備小委員会が設置される。
- 1976年（昭和51年） - 県立つくしが丘病院として設立。
- 1999年（平成11年） - 青森県精神科救急医療システムに参加。
- 2012年（平成24年）
  - 4月10日 - 病院内の閉鎖病棟に入院中の男性が同じ病室に入院していた男2人に殺害される事件が発生[1][2]。

## 認定・指定
- 精神科応急入院指定病院
- 精神科救急医療システム事業
- 地域型認知症疾患医療センター

## 交通アクセス
- JR東日本奥羽本線/津軽線・青い森鉄道線 青森駅前より古川経由の青森市営バスで「つくしが丘病院行き」又は「岩渡行き」約20分[3]
- JR東日本東北新幹線・JR北海道北海道新幹線 新青森駅よりタクシーで5分